# Gemula
Gemula, pączek wewnętrzny (łac. słowo gemmula oznacza mały pączek) – kulista forma przetrwalnikowa służąca rozmnażaniu bezpłciowemu większości gąbek słodkowodnych i niektórych morskich. Stanowi też stadium dyspersyjne przenoszone przez ptaki do zamkniętych zbiorników wodnych. Powstaje w mezohylu (u gąbek brak mezenchymy, z uwagi na niewystępowanie trzeciego listka zarodkowego), w okresach niesprzyjających (gwałtowne zmiany temperatury, brak wody). Osiąga średnicę 0,3–1 mm.
Są to skupienia archeocytów i amebocytów,  pokryte osłonką wytwarzaną przez spongioblasty i wzmocnioną substancjami wytwarzanymi przez skleroblasty (odkładanymi w postaci amfidysków). W warunkach przedłużającej się suszy gemule mogą przeżyć nawet 3 lata. Gdy klimat się poprawia, z przetrwalników wydostają się komórki, które osiadłszy, rozwijają się w nowe osobniki gąbek.  Gemule wytwarzają się w krajach strefy umiarkowanej jesienią, a w krajach tropikalnych przed porą suchą. Tworzą się wewnątrz organizmu macierzystego. Składają się z podłużnych wewnątrz komórek zarodkowych i odżywczych otoczonych warstwą chroniącą od zmian temperatury oraz najbardziej zewnętrzną warstwą igiełek szkieletowych.
Gemule tworzą również niektóre grzybopodobne lęgniowce Saprolegniaceae.